# Tumeochrysa praeclara
Tumeochrysa praeclara là một loài côn trùng trong họ Chrysopidae thuộc bộ Neuroptera. Loài này được Hölzel miêu tả năm 1973.